# Yordan Álvarez
Yordan Ruben Álvarez (Victoria de Las Tunas, 27 giugno 1997) è un giocatore di baseball cubano, battitore designato ed esterno sinistro per gli Houston Astros della Major League Baseball.

## Carriera

### Inizi e Minor League (MiLB)
Álvarez iniziò la carriera nella natia Cuba, giocando con la squadra della sua città, i Las Tunas della Serie Nacional de Béisbol, per due stagioni.
Nel 2016 defezionò da Cuba, stabilendosi a Haiti. Il 15 giugno dello stesso anno, firmò con i Los Angeles Dodgers ma dopo nemmeno due mesi, il 1º agosto, i Dodgers lo scambiarono con gli Houston Astros per Josh Fields.
Iniziò a giocare con gli Astros, nella Dominican Summer League della classe Rookie.
Nel 2017, Álvarez venne chiamato negli Stati Uniti, iniziando la stagione nella classe A e passando nel corso di essa nella classe A-avanzata. Nello stesso anno partecipò al primo All-Star Futures Game.
Nel 2018 giocò nella Doppia-A e nella Tripla-A.
Iniziò la stagione 2019 nella Tripla-A.

### Major League (MLB)

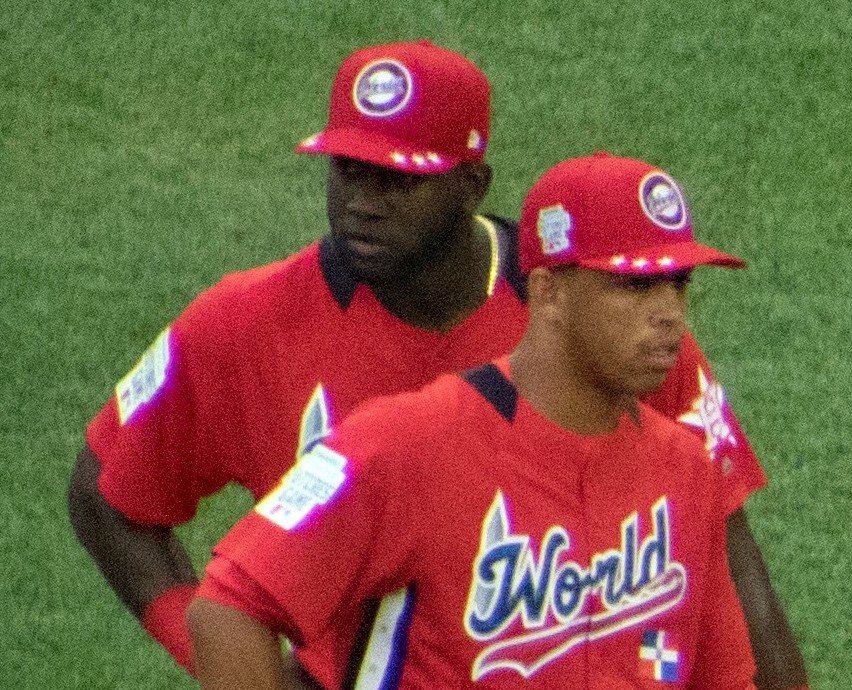
Álvarez con durante l'All-Star Futures Game del 2018

Álvarez debuttò nella MLB il 9 giugno 2019, al Minute Maid Park di Houston contro i Baltimore Orioles, battendo come sua prima valida, un fuoricampo da due punti. Divenne il quarto giocatore della storia della MLB a battere 4 home run nelle prime cinque partite disputate.
Da giugno ad agosto venne nominato esordiente del mese della lega, e a fine stagione venne nominato esordiente dell'anno. Inoltre finita la stagione regolare partecipò alla sua primo post stagione, in cui batté un fuoricampo da due punti nella gara 5 delle World Series.
Nella sua stagione d'esordio, Álvarez giocò in 87 partite MLB (quasi tutte come battitore designato) e 56 nella Tripla-A.

## Palmares
- Esordiente dell'anno dell'American League - 2019
- Esordiente del mese: 3

AL: giugno-agosto 2019